# Dyamenahalli, Davanagere
Dyamenahalli là một làng thuộc tehsil Davanagere, huyện Davanagere, bang Karnataka, Ấn Độ.